# Comuna Krasnostav, Luhînî
Krasnostav (în ucraineană Красноставська сільська рада) este o comună în raionul Luhînî, regiunea Jîtomîr, Ucraina, formată din satele Krasnostav (reședința) și Tesnivka.

## Demografie
Componența lingvistică a comunei Krasnostav
     Ucraineană (99,26%)
     Alte limbi (0,74%)
Conform recensământului din 2001, majoritatea populației comunei Krasnostav era vorbitoare de ucraineană (99,26%), existând în minoritate și vorbitori de alte limbi.